# Stazione di Borgo Lavezzaro
La stazione di Borgo Lavezzaro è una stazione ferroviaria posta sulla linea Novara-Alessandria. Serve il centro abitato di Borgolavezzaro.